# Anton Johann Krocker
Anton Johann Krocker ( 1744 - 1823) fue un médico botánico checo-polaco.

## Algunas publicaciones

### Libros
- 1787. Flora Silesiaca, renovata, emendata, continens plantas Silesiae indigenas, de novo descriptas, ultra nongentas, circa mille auctas, nec in flora silesiaca pristina, nec in enumeratione stirpium dilesiacarum reperiundas... . 4 vols. Ed. Guilielmi Theophili Kornii, Bratislava (en línea 41,8 Mb)

- La abreviatura «Krock.» se emplea para indicar a Anton Johann Krocker como autoridad en la descripción y clasificación científica de los vegetales.[2]